# Sulayman Bojang
Sulayman Bojang (Oslo, 3 settembre 1997) è un calciatore norvegese naturalizzato gambiano, difensore dello Skeid e della nazionale gambiana.

## Carriera

### Club
Bojang è cresciuto nelle giovanili dello Skeid. Ha debuttato in prima squadra il 5 giugno 2017, subentrando a Ridouan Essaeh nella vittoria casalinga per 4-0 contro l'HamKam.
Il 4 luglio 2018, il Sarpsborg 08 ha reso noto di aver ingaggiato Bojang, col giocatore che inizialmente si sarebbe aggregato al resto dei compagni solo a partire dalla stagione seguente. Il 13 agosto successivo, però, il trasferimento è stato anticipato ed il giocatore si è aggregato immediatamente ai nuovi compagni, legandosi con un contratto valido per i successivi tre anni e mezzo. Il 26 agosto ha così esordito in Eliteserien, schierato titolare nella sconfitta interna per 1-2 contro il Kristiansund.
Il 1º aprile 2019 è stato ceduto in prestito per una stagione al Kongsvinger, in 1. divisjon. Il 14 aprile ha giocato la prima partita con questa casacca, quando ha sostituito Imam Mafi nella partita pareggiata per 0-0 contro il KFUM Oslo.
Il 10 agosto 2021 si è trasferito a titolo definitivo all'Haugesund, a cui si è legato per i successivi tre anni e mezzo.
Il 5 marzo 2022 ha rescisso il contratto che lo legava all'Haugesund. Lo stesso giorno, Bojang ha fatto ritorno allo Skeid, a cui si è legato per una stagione.

### Nazionale
Il 12 giugno 2019 ha giocato la prima partita per il Gambia, schierato titolare nella vittoria per 0-1 in amichevole contro il Marocco, in una partita disputata a Marrakech.

## Statistiche

### Presenze e reti nei club
Statistiche aggiornate al 25 gennaio 2023.
| Stagione            | Club                | Campionato          | Campionato | Campionato | Coppe nazionali | Coppe nazionali | Coppe nazionali | Coppe continentali | Coppe continentali | Coppe continentali | Supercoppe | Supercoppe | Supercoppe | Totale | Totale |
| Stagione            | Club                | Comp                | Pres       | Reti       | Comp            | Pres            | Reti            | Comp               | Pres               | Reti               | Comp       | Pres       | Reti       | Pres   | Reti   |
| ------------------- | ------------------- | ------------------- | ---------- | ---------- | --------------- | --------------- | --------------- | ------------------ | ------------------ | ------------------ | ---------- | ---------- | ---------- | ------ | ------ |
| 2017                | Skeid               | 2D                  | 4          | 0          | CN              | 0               | 0               | -                  | -                  | -                  | -          | -          | -          | 4      | 0      |
| gen.-ago. 2018      | Skeid               | 2D                  | 15         | 0          | CN              | 2               | 0               | -                  | -                  | -                  | -          | -          | -          | 17     | 0      |
| ago.-dic. 2018      | Sarpsborg 08        | ES                  | 1          | 0          | CN              | 0               | 0               | UEL                | 0                  | 0                  | -          | -          | -          | 1      | 0      |
| 2019                | Kongsvinger         | 1D                  | 10         | 0          | CN              | 1               | 0               | -                  | -                  | -                  | -          | -          | -          | 11     | 0      |
| 2020                | Sarpsborg 08        | ES                  | 24         | 0          | -               | -               | -               | -                  | -                  | -                  | -          | -          | -          | 24     | 0      |
| gen.-ago. 2021      | Sarpsborg 08        | ES                  | 10         | 0          | CN              | 2               | 0               | -                  | -                  | -                  | -          | -          | -          | 12     | 0      |
| Totale Sarpsborg 08 | Totale Sarpsborg 08 | Totale Sarpsborg 08 | 35         | 0          |                 | 2               | 0               |                    | -                  | -                  |            | -          | -          | 37     | 0      |
| ago.-dic. 2021      | Haugesund           | ES                  | 2          | 0          | CN              | -               | -               | -                  | -                  | -                  | -          | -          | -          | 2      | 0      |
| 2022                | Skeid               | 1D                  | 24+2       | 0          | CN              | 0               | 0               | -                  | -                  | -                  | -          | -          | -          | 26     | 0      |
| Totale Skeid        | Totale Skeid        | Totale Skeid        | 43+2       | 0          |                 | 2               | 0               |                    | -                  | -                  |            | -          | -          | 47     | 0      |
| Totale              | Totale              | Totale              | 90+2       | 0          |                 | 5               | 0               |                    | -                  | -                  |            | -          | -          | 97     | 0      |

## Palmarès

### Club

#### Competizioni nazionali
- 2. divisjon: 1

Skeid: 2024 (gruppo 2)